# Félag

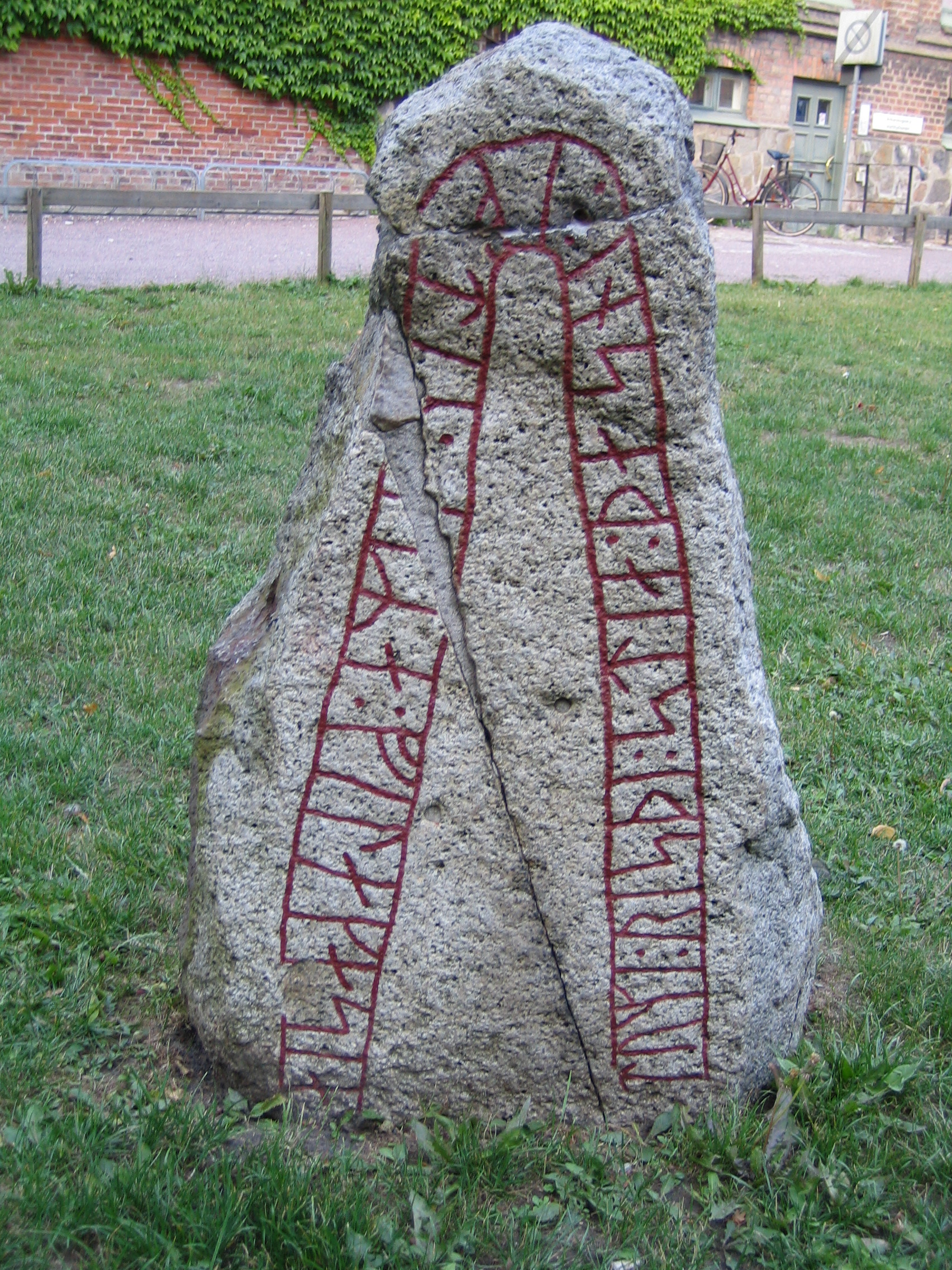
La pietra runica DR 270 in Scania, attuale Svezia, è una delle molte pietre erette in memoria di qualche félag

Il Félag (norreno per "amicizia, legame commerciale") era un contratto finanziario stretto tra soci nella società vichinga.

## Etimologia
Il termine félag è formato dalla parola fé (bestiame, ricchezza) e da una base verbale che significa "possedere",, e significa "possedere insieme delle proprietà".
Il termine norreno félagi "compagno, camerata" in origine significava "uno che ha un félag con un altro". Da questo termine deriva l'attuale inglese fellow, dall'antico inglese feolaga, il danese fælle dall'antico danese felge, ed il norvegese felle.
Il termine si ripresenta anche nell'islandese félagskap e nelle lingue germaniche settentrionali; norvegese fellesskap e danese fællesskab.

## Iscrizioni runiche
Il termine félag viene citato su numerose iscrizioni runiche, soprattutto nella forma félagi, in questi contesti significa "compagno", "fratello d'armi" o "partner". Tra le pietre runiche che usano il termine félag ci sono la Sö 292 a Bröta, la Vg 112 a Ås, la Vg 122 ad Abrahamstorp, l'ormai perduta Vg 146 a Slöta, la Vg 182 a Skattegården, la U 391 a Villa Karlsro, la pèerduta U 954 a Söderby, la DR 1 di Haddeby, la DR 66 e la DR 68 ad Århus, la DR 125 a Dalbyover, la DR 127 ad Hobro, la DR 262 a Fosie, la DR 270 a Skivarp, la DR 279 di Sjörup, la DR 316 di Norra Nöbbelöv, la DR 318 di Håstad, la DR 321 di Västra Karaby, la DR 329 e la DR 330 di Gårdstånga, la DR 339 di Stora Köpinge e la X UaFv1914;47 di Berezanj, in Ucraina.

### N 648
Il termine Félag viene citato sulla N 648, una runekjevle (pezzo di legno cilindrico con un lato smussato per le rune) portata alla luce a Bergen. L'iscrizione risale all'inizio del XIV secolo, e parla di Þórir il Giusto che ringrazia il suo félagi Hafgrímr, e chiede al socio di aiutarlo nelle necessità.